# Karl Petin
Karl Quido Petin (* 26. März 1887 in Wien; † 14. April 1940 im KZ Buchenwald) war ein österreichischer sozialistischer Politiker lettischer Herkunft.

## Leben
Petin kämpfte im Ersten Weltkrieg als k.u.k. Feldjäger der Gemeinsamen Armee Österreich-Ungarns und wurde 1916 in Russland gefangen genommen. Er leitete 1918 zusammen mit dem deutschen Sozialisten Ernst Reuter, dem späteren Berliner Oberbürgermeister, in der Autonomen Sozialistischen Sowjetrepublik der Wolgadeutschen das Kommissariat für  wolgadeutsche Angelegenheiten in Saratow. Petin hatte sich in der revolutionären Kriegsgefangenenarbeit im Moskauer Militärbezirk bewährt und war seit 1918 Mitglied der Kommunistischen Partei Russlands KPR(B). Er wirkte in der KPR(B) als Delegierter mit beschließender Stimme in der Sektion der Russlanddeutschen. Zudem erhielt er ein Mandat der Kommunistischen Partei Deutsch-Österreichs (KPDÖ) für den Gründungskongress der Kommunistischen Internationale (Komintern) 1919 in Moskau.